# Museu d'Art Islàmic (Gazni)
El Museu d'Art Islàmic de Ghazni és un museu situat a Gazni, una localitat de l'Afganistan. Es troba al suburbi de Rauza. El museu va ser inaugurat per la Missió Arqueològica Italiana el 1966 en un mausoleu restaurat del segle xvi que pertanyia a Abd al-Razzaq, amb la intenció de mostrar artefactes de l'època. Els treballs d'adaptació de l'espai es van aturar durant la guerra amb la Unió Soviètica després de 1979. En aquest període diverses de les peces de la col·lecció van ser malmeses. El museu es va restaurar en el període 2004-2007. Alguns dels artefactes descoberts a la zona de Gazni es troben però al Museu de Kabul.